# Hystricia amoena
Hystricia amoena är en tvåvingeart som beskrevs av Macquart 1843. Hystricia amoena ingår i släktet Hystricia och familjen parasitflugor. Inga underarter finns listade i Catalogue of Life.